# 卡尔滕博恩
卡尔滕博恩是德国莱茵兰-普法尔茨州的一个市镇。总面积21.82平方公里，总人口377人，其中男性192人，女性185人（2011年12月31日），人口密度17人/平方公里。